# Le Paradis (roman)
Pour les articles homonymes, voir Paradis (homonymie).
 (mai 2025).
Motif : Faible notoriété dans l'ensemble de ce roman.
- Archive Wikiwix
- Bing
- Cairn
- DuckDuckGo
- E. Universalis
- Gallica
- Google
- G. Books
- G. News
- G. Scholar
- Persée
- Qwant
- (zh) Baidu
- (ru) Yandex
- (wd) trouver des œuvres sur Wikidata

| 1. | Préciser le motif de la pose du bandeau. | Précisez le motif de la pose du bandeau en utilisant la syntaxe suivante : {{admissibilité à vérifier\|date=mai 2025\|motif=remplacez ce texte par le motif}}                           |
| 2. | Informer les utilisateurs concernés.     | Pensez à avertir le créateur de l'article, par exemple, en insérant le code ci-dessous sur sa page de discussion : {{subst:avertissement admissibilité à vérifier\|Le Paradis (roman)}} |

Le Paradis est un roman d’Hervé Guibert paru aux Éditions Gallimard en 1992, un an après sa mort. Dans ce testament littéraire, l’auteur fait le deuil de sa propre vie et de toutes les vies qu’il n’aura pas vécues.

## Commentaires
Le récit débute comme un roman policier. Puis divers lieux, Afrique, Martinique, s’entremêlent, et la chronologie s’efface : « Mais quel intérêt de dater ou de numéroter des pages, sinon pour que la dactylo s’y retrouve ». Hervé Guibert construit et déconstruit le roman. Le personnage principal est une femme, morte dès la première page, dont l’identité et l’existence sont remises en cause par la police chargée de l’enquête. Le rapport de l’auteur à ses personnages, sa propre représentation, la place du narrateur évoluent au fil des pages : « Je suis un être double, écrivain parfois, rien d’autre les autres fois, je voudrais être un être triple, quadruple... ». 